# Flora (revista)
Flora, (abreujat Flora), va ser una revista il·lustrada amb descripcions botàniques que va ser editada per la Societat Botànica Regensburgische i es va publicar entre els anys 1818 i 1965, durant els quals es van editar 155 números. Es va editar amb el nom de Flora; oder, (allgemeine) botanische Zeitung. Regensburg, Jena. Va ser reemplaçada el 1965 per Flora, B.